# Cleome vahliana
Cleome vahliana är en paradisblomsterväxtart som beskrevs av Johann Baptist Georg Wolfgang Fresenius. Cleome vahliana ingår i släktet paradisblomstersläktet, och familjen paradisblomsterväxter. Inga underarter finns listade i Catalogue of Life.